# 黃圖珌
黄图珌（1698年—约1771年），字容之，号蕉窗居士。华亭人，清代剧作家。
雍正六年（1728年）入都谒选，曾任杭州府同知、湖州司馬篆﹐再轉衢州府同知。乾隆十九年入京。黄图珌善词曲，工诗文。乾隆三年（1738年），刻有《雷峰塔传奇》问世，共二卷三十二折。另有《解金貂》、《温柔乡》、《栖云石》三种传奇，還有《看山阁南曲》、《看山阁集》等作品。